# Paso Peña Negra
Der Paso Peña Negra ist ein Grenzübergang zwischen Argentinien und Chile.
Die unbefestigte Straße verbindet den Nordwesten Argentiniens in der Provinz La Rioja in der Region Atacama mit der Stadt Tierra Amarilla in Chile.  Der höchste Gipfel am Pass in Cordillera de los Andes hat eine Höhe von 4371 Metern. Das Klima ist im Winter sehr hart. Die Schneehöhen liegen zwischen 2 und 3 Metern. Es gibt einige wenige Unterstände für den Einsatz in Notfällen. Der Pass ist nur wenige Monate im Sommer frei befahrbar.